# Kennya Cordner
Kennya Cordner, née le 11 novembre 1988, est une footballeuse internationale trinidadienne.

## Biographie
Kennya Cordner a grandi à Speyside (en). Elle commence sa carrière de footballeuse en jouant pour l'équipe du Young Harris College dans la National Junior College Athletic Association. Elle jouera ensuite au niveau professionnel pour plusieurs clubs parmi lesquels Northampton Laurels FC (États-Unis), Kvarnsvedens IK (Suède), Brisbane Roar (Australie), OL Reign (États-Unis).